# ベストバウト 2 RHYMESTER Featuring Works 2006-2018
『ベストバウト 2 RHYMESTER Featuring Works 2006-2018』（ベストバウト 2 ライムスター フィーチャリング ワークス - ）は、2019年3月27日に発売された日本のヒップホップグループRHYMESTERのアルバム。2007年の客演集『ベストバウト 〜16 ROUNDS FEATURING RHYMESTER〜』の12年ぶりとなる続編。RHYMESTERがフィーチャリング・リミックス・プロデュースワークを行った楽曲を対象に全16曲を収録。

## 概要
RHYMESTER結成30周年のアニバーサリー企画の一環で、1月配信の楽曲「待ってろ今から本気出す」に続く第2弾。2006年発表のSCOOBIE DOとのコラボレーション楽曲「やっぱ音楽は素晴らしい」から、2018年発表の椎名林檎トリビュート楽曲「本能」までを収録。
初回限定盤にはBlu-rayまたはDVDと、フォトポスターが封入。

## 収録曲
1. 本能 / RHYMESTER
椎名林檎トリビュート・アルバム『アダムとイヴの林檎』収録（2018年5月23日）
2. Hide and Seek feat. RHYMESTER / ゴスペラーズ
ゴスペラーズ『Soul Renaissance』収録（2017年3月22日）
3. 旅人よ feat. RHYMESTER / 加山雄三
加山雄三リミックス・アルバム『加山雄三の新世界』収録（2017年3月8日）
4. ゴールデンタイムラバー Produced by RHYMESTER / スキマスイッチ
『re:Action』収録（2017年2月15日）
5. 噂だけの世紀末 / RHYMESTER
いとうせいこうトリビュート・アルバム『再建設的』収録（2016年9月21日）
6. The Great Journey feat. RHYMESTER / KIRINJI
KIRINJI『ネオ』収録（2016年8月3日）
7. focus (re-focus) feat. RHYMESTER / 10-FEET
10-FEETコラボレーション・アルバム『6-feat 2』収録（2014年6月18日）
8. Maki-izm / RHYMESTER & KOHEI JAPAN
MAKI THE MAGICトリビュート・アルバム『DEDICATED TO MAKI THE MAGIC - MAGIC MAGIC MAGIC』収録（2014年3月25日）
9. 天気晴朗ナレドモ波高シ feat. RHYMESTER / KOHEI JAPAN
KOHEI JAPANベスト・アルバム『コーヘイ・ジャパンはかく語りき The Best of KOHEI JAPAN』収録（2014年1月15日）
10. Sky is The Limit feat. RHYMESTER / lecca
lecca『TOP JUNCTION』収録（2013年12月11日）
11. ジャズィ・カンヴァセイション feat. RHYMESTER / SOIL&"PIMP"SESSIONS
SOIL&"PIMP"SESSIONS『CIRCLES』収録（2013年8月7日）
12. The Cut feat. RHYMESTER / Base Ball Bear
Base Ball Bear『THE CUT』収録（2013年6月26日）
13. そして誰もが歌い出す feat. PUSHIM & RHYMESTER / DJ HAZIME
DJ HAZIMEミックス・アルバム『Manhattan Records "The Exclusives" Japanese Hip Hop Hits Vol.2』収録（2011年11月23日。2011年11月16日に先行配信[3]）
14. スキルとクリエイティビティ feat. RHYMESTER / DJ SEIJI
DJ SEIJI『HIPHOP LIBRARY』収録（2011年9月21日）
15. スウィンギーボンボン feat. RHYMESTER / Romancrew
Romancrew『THE BEGINNING』収録（2007年2月7日）
16. やっぱ音楽は素晴らしい feat. RHYMESTER / SCOOBIE DO
SCOOBIE DO『SCOOBIE DO』収録（2006年5月24日）

### 初回限定盤映像
副音声には宇多丸・Mummy-D・DJ JINによる「元祖・生（ビール）コメンタリー」を収録。
『人間交差点 2018』RHYMESTER Live
1. Jin-tro
2. After 6
3. Future Is Born
4. Kids In The Park feat. PUNPEE
5. 人間交差点
6. けしからん with SCOOBIE DO
7. カミング・スーン with SCOOBIE DO

Music Videos
1. Future Is Born feat. mabanua
2. 梯子酒